# Désirée (film, 1954)
Pour plus de détails, voir Fiche technique et Distribution.
Désirée est un film américain réalisé par Henry Koster sorti en 1954.
Le film montre l'histoire d'amour entre Napoléon Bonaparte, futur Empereur et Désirée Clary, future Mme Bernadotte, reine de Suède.

## Synopsis
En 1794, à Marseille, Désirée Clary fait la connaissance d'un jeune Corse, Joseph Bonaparte et l'invite avec son frère, le général Napoléon Bonaparte, à venir dans sa famille le lendemain. Là-bas, Julie, la sœur de Désirée, et Joseph sont immédiatement attirés l'un par l'autre tandis que Napoléon est séduit par Désirée. Il lui avoue qu'ils ont besoin de leurs riches dots. Plus tard, Désirée apprend que Napoléon a été arrêté et emmené à Paris.
Napoléon revient finalement à Marseille et annonce à Désirée qu'il a été innocenté mais qu'il a reçu l'ordre de traquer les Bourbons royalistes à Paris. Elle le supplie de quitter l'armée et de rejoindre son frère dans les affaires mais il se moque de cette idée et lui propose plutôt de marier. Désirée accepte et prête à Napoléon l'argent nécessaire pour retourner dans la capitale. Ce dernier lui dit qu'il l'aimera toujours et qu'il reviendra bientôt pour leur mariage mais au fil des mois, Désirée commence à douter de lui et se rend en ville où elle rencontre le général Jean-Baptiste Bernadotte. Elle apprend que Napoléon est fiancé à la riche Joséphine de Beauharnais. et envisage alors de suicider mais Bernadotte, qui est tombé amoureux d'elle, l'en empêche.
Plus tard, en 1797, Napoléon est devenu le premier général de France et a réussi à conquérir l'Italie alors que Désirée vit à Rome avec Julie et Joseph. Elle se lasse vite de la ville éternelle et décide de rentrer en France où elle rencontre Napoléon, désormais marié à Joséphine, qui lui annonce qu'il va partir pour une nouvelle campagne en Égypte. De son côté, Bernadotte est ravi de revoir Désirée et la demande en mariage. Le 4 juillet 1799, Désirée et Bernadotte mènent une vie conjugale et ont un fils, Oscar. Le 9 novembre 1799, Napoléon est proclamé Premier Consul de la République française et demande à Bernadotte de faire partie de son conseil d'État, ce qu'il accepte. Quelques années plus tard, Napoléon est proclamé empereur et lors de son couronnement, il prend la couronne des mains du pape Pie VII et se couronne lui-même.
Cinq ans plus tard, désespérant d'avoir un héritier, Napoléon divorce de Joséphine et Désirée réconforte son ancienne rivale, alors que Napoléon envisage déjà d'épouser Marie Louise d'Autriche. Avec le temps, Napoléon ne cesse d implique l'Empire français dans d'autres guerres toujours plus meurtrières et Bernadotte est approché par des représentants du roi Charles XIII de Suède, qui souhaite l'adopter pour en faire l'héritier du trône. Désirée, abasourdie par la nouvelle qu'elle sera un jour reine, soutient néanmoins son mari et l'empereur se résout à les autoriser à quitter Paris. À Stockholm, Désirée ne s'intègre pas à la famille royale et demande à rentrer chez elle et huit mois plus tard, elle assiste à un bal à Paris au cours duquel Napoléon présente son nouveau fils. Napoléon profère des menaces voilées sur l'alliance de Bernadotte avec la Russie et annonce à la foule qu'elle sera retenue en otage pour s'assurer du soutien de la Suède pendant que son armée envahit la Russie et s'empare de Moscou.
La Grande Armée est finalement vaincue à la suite de la Campagne de Russie et Napoléon rend visite à Désirée pour lui demander d'écrire une lettre à Bernadotte afin de lui apporter de l'aide. Désirée se rend compte que Napoléon l'aime toujours et qu'il est venu plus pour elle que pour son mari. Peu après, pendant la guerre de la Sixième Coalition, Bernadotte est à la tête d'une des armées qui écrasent Napoléon et le général triomphant retrouve Désirée avant de retourner en Suède. L'exil de Napoléon à l'île d'Elbe est cependant de courte durée et après la bataille de Waterloo, Napoléon se retire avec son armée personnelle au château de Malmaison. Des représentants des armées alliées demandent à Désirée de parler à Napoléon, dans l'espoir qu'elle puisse le persuader de se rendre. L'empereur accepte de s'entretenir seul avec Désirée et se demande quel aurait été son destin s'il l'avait épousée. il proclame qu'il a donné sa vie pour protéger la France mais Désirée lui dit gentiment qu'il doit faire ce que le peuple français attend de lui et s'exiler à Sainte-Hélène. Commentant à quel point il est étrange que les deux hommes les plus remarquables de leur époque soient tombés amoureux d'elle, Napoléon remet son épée à Désirée en guise de capitulation.
Avant de se quitter défintievement, il lui assure que sa dot n'était pas la seule raison pour laquelle il l'a demandée en mariage il y a de nombreuses années auparavant.

## Fiche technique
- Titre : Désirée
- Titre original : Desirée
- Réalisation : Henry Koster
- Scénario : Daniel Taradash d'après le livre de Annemarie Selinko
- Production : Julian Blaustein
- Société de production : Twentieth Century Fox
- Budget :  $2,720,000[1]
- Recettes : $4.5 million [2]
- Musique : Alex North
- Photographie : Milton R. Krasner
- Montage : William Reynolds
- Décors : Leland Fuller et Lyle R. Wheeler
- Costumes : René Hubert et Charles Le Maire
- Pays de production :  États-Unis
- Format : Couleurs (DeLuxe) CinemaScope
- Genre : Film dramatique, Film historique, Film biographique
- Durée : 110 minutes
- Date de sortie :  :
  - États-Unis : 17 novembre 1954
- Affiche : Boris Grinsson (France)

## Distribution
- Marlon Brando (V.F : Andre Falcon)  : Napoléon Bonaparte
- Jean Simmons  (V.F : Nelly Benedetti) : Désirée Clary
- Merle Oberon (V.F : Lita Recio) : Joséphine de Beauharnais
- Michael Rennie (V.F : Marc Valbel) : Jean-Baptiste Bernadotte
- Cameron Mitchell  (V.F : Raymond Loyer) : Joseph Bonaparte
- Elizabeth Sellars : Julie Clary
- Charlotte Austin : Pauline Bonaparte
- Cathleen Nesbitt : Mme Bonaparte
- Evelyn Varden : Marie
- Isobel Elsom : Mme Clary
- John Hoyt : Talleyrand
- Alan Napier : Despreaux
- Richard Deacon (V.F : Lucien Bryonne) : Etienne Clary

Acteurs non crédités :
- Richard Garrick : Comte Regnaud
- Sam Gilman : Fouché

## Autour du film
En 1942, Sacha Guitry s'était déjà inspiré de cette histoire pour son propre film, Le Destin fabuleux de Désirée Clary.